# Parkerthraustes humeralis
Parkerthraustes humeralis е вид птица от семейство Тангарови (Thraupidae), единствен представител на род Parkerthraustes.

## Разпространение
Видът е разпространен в Боливия, Бразилия, Еквадор, Колумбия и Перу.